# De Havilland DH.65 Hound
de Havilland DH.65 Hound là một loại máy bay ném bom ngày hai chỗ của Anh trong thập niên 1920, do hãng de Havilland thiết kế chế tạo.

## Quốc gia sử dụng
Anh Quốc
- Không quân Hoàng gia

## Tính năng kỹ chiến thuật (DH.65A)
Dữ liệu lấy từ British Civil Aircraft since 1919 Volume 2
Đặc điểm tổng quát
- Kíp lái: 3
- Chiều dài: 31 ft 0 in (9,45 m)
- Sải cánh: 45 ft 0 in (13,72m)
- Chiều cao: 11 ft 6 in (3,51 m)
- Diện tích cánh: 462 ft² (42,9 m²)
- Trọng lượng rỗng: 2.981 lb (1.355 kg)
- Trọng lượng cất cánh tối đa: 4.934 lb (2.243 kg)
- Động cơ: 1 × Napier Lion XI, 550 hp (410 kW)

 Hiệu suất bay 
- Vận tốc cực đại: 133 kn (153 mph, 246 km/h)
- Tầm bay: 870 nmi (1.000 mi, 1.610 km)
- Trần bay: 25.500 ft (7.770 m)
- Vận tốc lên cao: 1.490 ft/phút (7,57 m/s)

Trang bị vũ khí

- 1 × súng máy Vickers.303 in (7,7 mm) và 1 × súng máy Lewis.303 in (7,7 mm)
- 2 × quả bom 230 lb (104 kg)